# Bistum Palangkaraya
Das Bistum Palangkaraya (lateinisch Diœcesis Palangkaraiensis, indonesisch Keuskupan Palangkaraya) ist eine in Indonesien gelegene römisch-katholische Diözese mit Sitz in Palangkaraya.

## Geschichte
Das Bistum Palangkaraya wurde am 5. April 1993 durch Papst Johannes Paul II. aus Gebietsabtretungen des Bistums Banjarmasin errichtet und dem Erzbistum Pontianak als Suffraganbistum unterstellt. Am 29. Januar 2003 wurde das Bistum Palangkaraya dem Erzbistum Samarinda als Suffraganbistum unterstellt.

## Bischöfe von Palangkaraya
- Yulius Aloysius Husin MSF, 1993–1994
- Aloysius Maryadi Sutrisnaatmaka MSF, seit 2001